# 早出し一番!
『早出し一番！』（はやだしいちばん）は、2003年3月31日から2014年9月26日まで山陰放送 (BSS) ラジオで放送されていたラジオ番組である。
週5日間の帯で放送されていた平日朝の情報ミニ番組。山陰放送のアナウンサーたちが輪番出演し、最新のニュースやスポーツ情報を伝えていた。また、山陰放送における『ダイハツ 朝のドライブミニマップ』や『JFマリンバンク海の天気予報』の放送は、この番組内で行われていた。
基本的には月曜 - 金曜 7:40 - 7:50（日本標準時）に放送されていたが、7:55から放送の『朝の歳時記』が2005年3月に終了してからは、一時的に放送枠を5分拡大していたことがある。番組がこの拡大放送を行っている間、それまで7:50から放送されていた『スズキ・ハッピーモーニング 鈴木杏樹のいってらっしゃい』は5分繰り下げられていた。